# Spalding County
Spalding County is een county in de Amerikaanse staat Georgia.
De county heeft een landoppervlakte van 513 km² en telt 58.417 inwoners (volkstelling 2000). De hoofdplaats is Griffin.